# Charlotte av Storbritannien

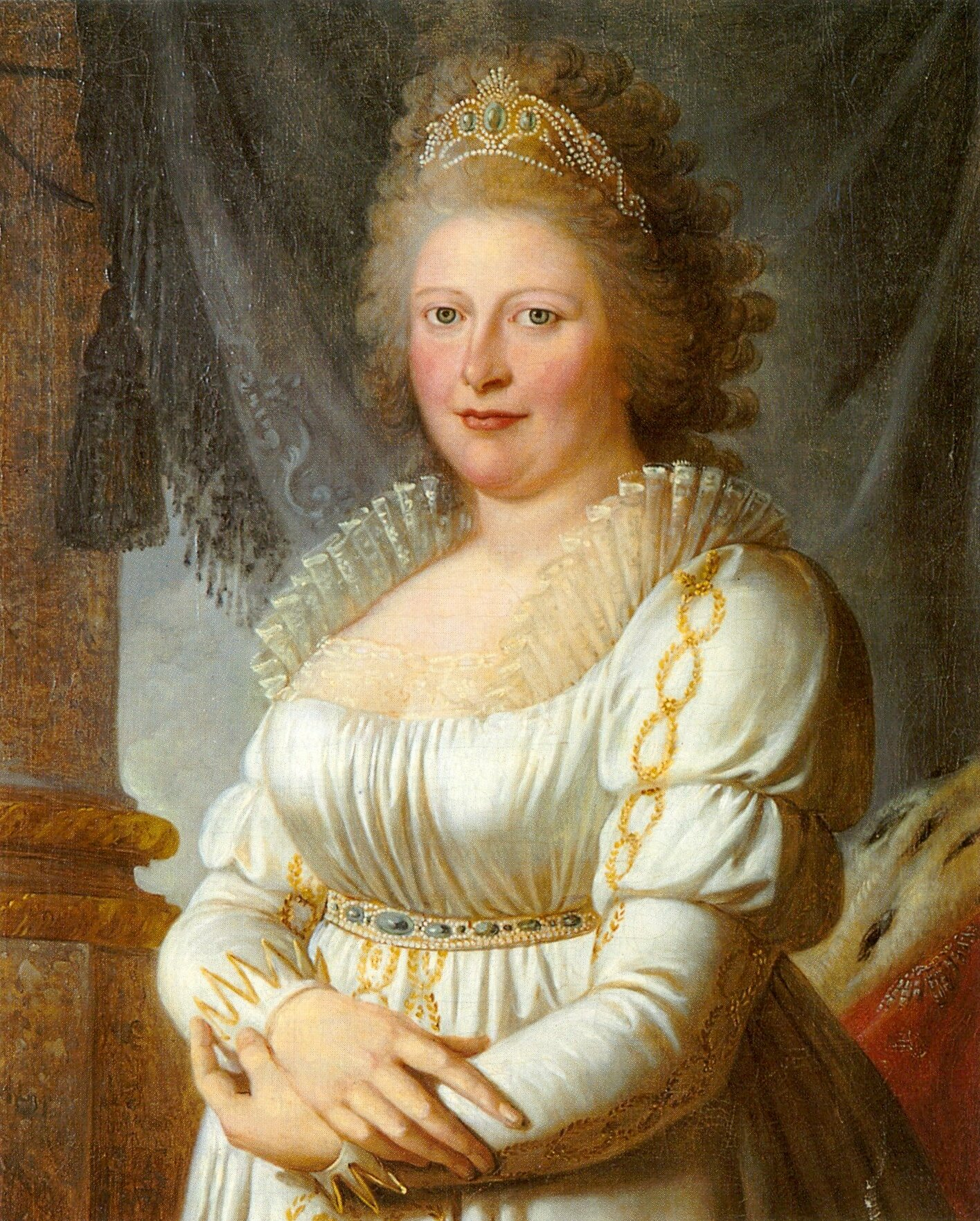
Charlotte av Storbritannien, drottning av Württemberg, 1810.

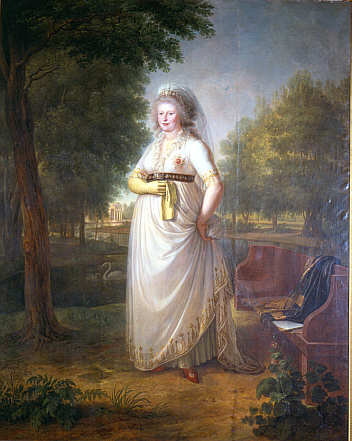
Charlotte av Storbritannien som hertiginna av Württemberg, 1798.

Charlotte av Storbritannien  (Charlotte Augusta Matilda), född 29 september 1766, död 5 oktober 1828, var en brittisk prinsessa, och hertiginna, kurfurstinna och sedan drottning av Württemberg som gift med Fredrik I av Württemberg. Hon var äldsta dotter till kung Georg III av Storbritannien och Charlotte av Mecklenburg-Strelitz.

## Biografi

### Brittisk prinsessa
Charlotte föddes 29 september 1766 på dåvarande Queen's House (senare Buckingham Palace) i London. Hon och hennes systrar undervisades separat från sina bröder av privatlärare och växte upp på de kungliga slotten Queen's House, Kew Palace och Windsor Castle. Hon var prinsessa sedan födseln men fick i egenskap av äldsta dotter även titeln Princess Royal (officiellt mottog hon inte denna titel förrän år 1789, men hon kallades allmänt för "Royal" vid hovet från början). Hon blev år 1768, liksom sina syskon, vaccinerad mot smittkoppor, vilket då var ett radikalt och progressivt steg. År 1769 blev hon och hennes bror utklädda i romerska togor och utlagda på soffor för att visas upp på St. James' Palace. Det var vanligt för furstliga barn vid tyska hov, även om det ansågs vulgärt i England. 
Efter 1771 levde hon och hennes systrar skilda från sina bröder, utom då de träffades under sina dagliga promenader. De undervisades i musik, dans, konst, engelska, franska, tyska och geografi under överinseende av sin guvernant Lady Charlotte Finch. Som äldsta dotter var hon förutbestämd för ett arrangerat dynastiskt äktenskap med en utländsk monark, och hon fick därför en mycket noggrann undervisning. Bland annat fick hon minnesträning, och en fransyska som lärare för att undvika en accent i sin franska. 
Efter 1782 åtföljde hon och hennes systrar sina föräldrar på representation till teatern, operan och hovet klädda i likadana klänningar utom vad gällde färg. Hon och hennes systrar beundrades i offentliga sammanhang där de ansågs utgöra en vacker anblick med en opersonligt likartad, porslinsliknande skönhet, men privat levde de ett mycket enkelt liv. Kostnaderna för att klä systrarna var mycket höga och privat fick de därför klä sig mycket enkelt till vardags; under större delen av dagen klädde de sig inte alls utan bar endast morgonrock. 
Charlotte beskrivs som förnuftig och älskvärd och inte lika blyg som sin närmaste syster Augusta, men till det yttre som alldaglig och mindre attraktiv. Hon ska ha varit en duktig student och beskrivs som bildad. Hon lämnade formellt barnkammaren och gjorde sin debut i det vuxna sällskapslivet på sin mors födelsedagsbal år 1782, när hon vid sexton års ålder fick öppna balen med sin bror, prinsen av Wales. Efter 1782 åtföljde hon och hennes systrar sina föräldrar på representation till teatern, operan och hovet klädda i likadana klänningar utom vad gällde färg. Systrarna beundrades för den vackra anblick de utgjorde med sin opersonligt lika, porslinsliknande skönhet i offentliga sammanhang, men privat levde de ett mycket enkelt liv. Kostnaderna för att dem var mycket höga och privat fick de därför klä sig mycket enkelt; under större delen av dagen klädde de sig inte alls utan bar endast morgonrock.

### Äktenskap
Charlotte gifte sig ovanligt sent för att vara en prinsessa under en tid när de flesta prinsessor blev bortgifta i femtonårsåldern. Detta berodde på att hennes far kungen helst ville behålla sina döttrar hos sig, och att han avskräcktes av vad som kunde hända brittiska prinsessor utomlands med tanke på hans syster Caroline Mathildes exempel. Även hennes mor beskrivs som nöjd med att hennes döttrar förblev ogifta och stannade henne hos henne som hennes sällskapsdamer och sekreterare. 
Charlotte själv beskrivs som allt mer missnöjd över att tvingas leva hemma hos sin mor, och 1788 började det anses alltmer märkligt att hennes föräldrar ständigt sköt upp att arrangera ett äktenskap för henne, som då var 22 och förväntades gifta sig först av döttrarna. Inget äktenskapsförslag hade då ännu tagits på allvar för hennes del, och även de män hon tilläts dansa med på slottsbalerna var i förväg utvalde åt henne av Lord Ailesbury.
År 1791 anförtrodde hon sin bror, tronföljaren, att hon var så desperat att få flytta hemifrån att hon var villig att gifta sig med hans vän hertigen av Bedford, och hennes bröder prinsen av Wales och hertigen av York diskuterade sinsemellan om de kanske kunde förmå deras föräldrar att gifta bort henne med kronprinsen av Preussen.
I augusti 1795 föreslogs ett äktenskap med Peter av Oldenburg med stöd av prinsen av Wales och Mrs Harcourt; och 13 november 1795 framlade hertigdömet Württembergs minister de Wimpfen inför den brittiska utrikesministern fram förslag om ett äktenskap mellan Charlotte och Württembergs tronföljare Fredrik. 
Kungen var tveksam och drog ut på förhandlingarna med hänvisning till Fredriks förra skandalartade skilsmässa, den oroliga politiska situationen i Europa och vikten av att hans dotter måste få lång tid på sig att tänka igenom ett sådant viktigt beslut. 
Fredrik var en kraftigt överviktig änkling med flera barn, men Charlotte uttryckte stor entusiasm över att gifta sig och få flytta hemifrån, och Fredrik tvingade till slut fram ett beslut genom att själv resa till Storbritannien, vilket gjorde det diplomatiskt ohyfsat att dra ut på saken längre. I april 1797 anlände Fredrik till Storbritannien där han presenterades för Charlotte, som beskrev honom som stilig trots sin fetma och mycket vänlig och hänsynsfull mot henne.
Charlotte gifte sig slutligen vid 30 års ålder den 18 maj 1797 i det kungliga kapellet i St. James's Palace med prins Fredrik I av Württemberg, äldste son och tronföljare till hertig Fredrik II Eugen av Württemberg och Sofia Dorothea av Brandenburg-Schwedt. Fredrik behövde inte gifta sig för att få en tronarvinge, men önskade en brittisk allians som skydd mot det revolutionära Frankrike, och ville få Charlottes stora hemgift. 
Fredrik hade två söner och två döttrar från sitt första äktenskap med Charlottes kusin Augusta av Braunschweig-Wolfenbüttel (3 december 1764-27 september 1788), dotter till hertig Karl II av Braunschweig-Wolfenbüttel och prinsessan Augusta av Storbritannien och Irland (kung Georg III:s äldsta syster). Hon var även äldre syster till Caroline av Braunschweig, maka till den blivande kung Georg IV (då prins av Wales). 
Charlotte och Fredrik uppges ha haft en harmonisk och ömsesidigt respektfull relation. Fredrik behärskade sitt temperament i hennes närvaro och var alltid noga med att bete sig hänsynsfullt mot henne, medan hon höll sig utanför politik och ägnade sig åt familjeliv och hushåll.  Paret fick ett barn: en dödfödd dotter 27 april 1798. Hon fick också en god relation till sina styvbarn, särskilt Catherine och Paul, som hon kallade för sina barn, inte styvbarn.

### Württemberg
Charlotte och Fredrik lämnade Storbritannien 2 juni 1797 och avreste till det då brittiska Hannover i Tyskland, där de välkomnades av hennes bror prins Adolphus, den brittiska ståthållaren, som välkomnade dem i Herrenhausens slott med baler och festligheter. Charlotte mötte sin nya tyska Grande Maitresse (hovdam) Madame de Spiegel; och medan hennes make avreste i förväg fortsatte hon sedan via Braunschweig, Nordheim och Cassel till gränsstaden Heilbron i hertigdömet Württemberg 23 juni, där hon återförenades med sin make, för att dagen därpå välkomnas offentligt till hertigdömets huvudstad Stuttgart av sina svärföräldrar.
I brev hem uttryckte hon sin tillfredställelse med sin tillvaro, och beskrev hur lika hon tyckte att hennes styvsöner var hennes egna bröder. 
Paret delade sin tid mellan Neupalais i Stuttgart och slottet Ludwigsburg på landet, medan Charlotte fortsatte att teckna och brodera med sina hovdamer, precis som hon varit van vid i England.
Charlottes make, den yngre Fredrik, efterträdde sin far som regerande hertig av Württemberg den 22 december 1797, och Charlotte blev hertiginna. I breven hem beskrev hon under denna tid hur paret var i färd med att ge en ny inredning av slotten. När hennes styvmor avled i mars fick hon även ansvar för sin styvdotter. Efter dödfödseln i april blev hon aldrig mer gravid, och uppges ha lidit allt värre av övervikt.
Charlotte var omtyckt i Württemberg, där hon grundade föreningen Ludwigsburg Mathildenstift för behövande barn. 
Våren 1799 kom rapporter att det revolutionära Frankrikes trupper planerade att attackera Württemberg. Charlottes svägerska flydde till Hannover och hennes make rådde henne att också fly då fransmännen kunde tänkas ta henne, i egenskap av dotter till den brittiska monarken, tillfånga, men hon beslöt att stanna i Ludwigsburg med sina styvbarn; i brev hon klagade hon dock över hur franska och österrikiska soldater strövade över hertigdömet och stal från innevånarna. 
Våren 1800 ockuperades Württemberg av den franska armén och hertigparet flydde till Wien. Charlotte och hennes styvbarn Catherine och Paul fick fly till Erlangen under beskydd av kungen av Preussen, där de fick bo i ett mindre hus medan hennes make sökte hjälp från kejsaren i Wien.
I december förekom dock stridigheter även i detta område när franska trupper under general Moreau översvämmade Erlangen, och Charlotte skrev hem om hur de hörde skott överallt runtomkring huset, och hon fick meddelande från maken om att inte ge sig tillkänna.
År 1801 slöt Fredrik ett privat fördrag med fransmännen som resulterade i att han och Frankrike delade på Ellwangen. Charlotte skrev då om att hon mottogs med jubel vid sin återkomst till Württemberg, där hon sedan ägnade sig åt sina styvbarn, trädgårdsskötsel och porslinsmålning.
Fredrik antog titeln kurfurste av Württemberg 25 februari 1803. Württemberg slöt sedan allians med Napoleons Frankrike. Den 2 oktober 1805 besökte kejsar Napoleon I Württemberg och togs emot av Fredrik och Charlotte. Hon skrev efteråt till sin bror att hon inte ville göra det men skulle ha föraktat sig själv om hon övergett sin make, och att Napoleon hade betett sig väl och varit särskilt angelägen att visa sig artig mot henne; att hon var säker på att han hade blivit förtalad, och att hon var säker på att han ville ha fred med Storbritannien, då han varit noga med att tala väl om hennes far och bror.
I utbyte mot militära styrkor gav Napoleon honom titeln kung av Württemberg 26 december 1805. Charlotte blev drottning då maken formellt intog tronen 1 januari, och kröntes samma dag i Stuttgart i Württemberg. Württemberg lämnade därmed det Tysk-romerska riket och anslöt sig till Napoleons kortlivade Rhenkonfederation. 
Kung Fredriks allians med Frankrike gjorde honom tekniskt sett till en fiende till sin svärfader Georg III, då Frankrike och Storbritannien låg i krig. Drottning Charlotte, förgrymmad över sin svärsons antagande av titeln och rollen som en av Napoleons mest hängivna vasaller, vägrade att tilltala sin dotter som "drottning av Württemberg" i korrespondens. I sina brev hem ville Charlotte gärna bli kallad drottning och skrev till sin bror att hon hoppades att han skulle älska henne lika mycket som drottning som under en tidigare titel, men hon skrev till en annan vän att hon säkert kunde gissa hur det mottagits när hon skrev samma sak till sin mor.
I Storbritannien ryktades det under Napoleontiden där Charlotte utsattes för hustrumisshandel, och hennes försäkranden att det inte var så fick ingen tilltro; det är möjligt att dessa rykten bara uppkom på grund av demoniserande av hennes make under hans tid som allierad till Storbritanniens fiende Napoleon.
1813 bytte kung Fredrik sida och anslöt sig till de allierade, där hans status som svåger till prinsen av Wales (den blivande Georg IV) hjälpte hans ställning. Efter Napoleons fall närvarade Fredrik vid Wienkongressen och bekräftades där som kung.

### Änkedrottning
Kung Fredrik avled i oktober 1816. Charlotte fortsatte att bo i sin våning på Ludwigsburg Slott och Neuepalais i Stuttgart som änkedrottning, och mottog ett generöst underhåll. 
Hon tog emot besök av sina yngre syskon, hertigen av Kent, hertigen av Sussex, hertigen av Cambridge, lantgrevinnan av Hessen-Homburg, och Augusta av Storbritannien. Hennes syster Elisabet beskrev under sitt besök där år 1820 att Charlotte levde omgiven av stor lyx, men att hon numera var så fet att hon inte längre kunde gå, utan kördes omkring i sitt slott med hjälp av en rullstol av sina tjänare.
Hon blev 1819 gudmor till sin brorsdotter, Viktoria av Kent (den blivande drottning Viktoria). År 1827 återvände hon till Storbritannien för första gången sedan sitt bröllop för att opereras för ödem. 
Hon avled på Ludwigsburg följande år, och begravdes i det kungliga gravvalvet.

## Aktiviteter
Charlotte var hela livet konstnärlig aktiv. Hon skapade målningar av blommor, bin och fjärilar och efter en undervisning hos konstnären Albrecht Walcher började hon dekorera porslin. Här skapade hon bilder av mytologiska väsen, djur och landskap. Charlotte dekorerade kläder för födelsedagsfiranden och sin egen bröllop. Hon fortsatte senare med avskärmningar för olika hushållsföremål i slottet Ludwigsburg. Charlotte undervisade sina syskons döttrar i broderi.

## Galleri

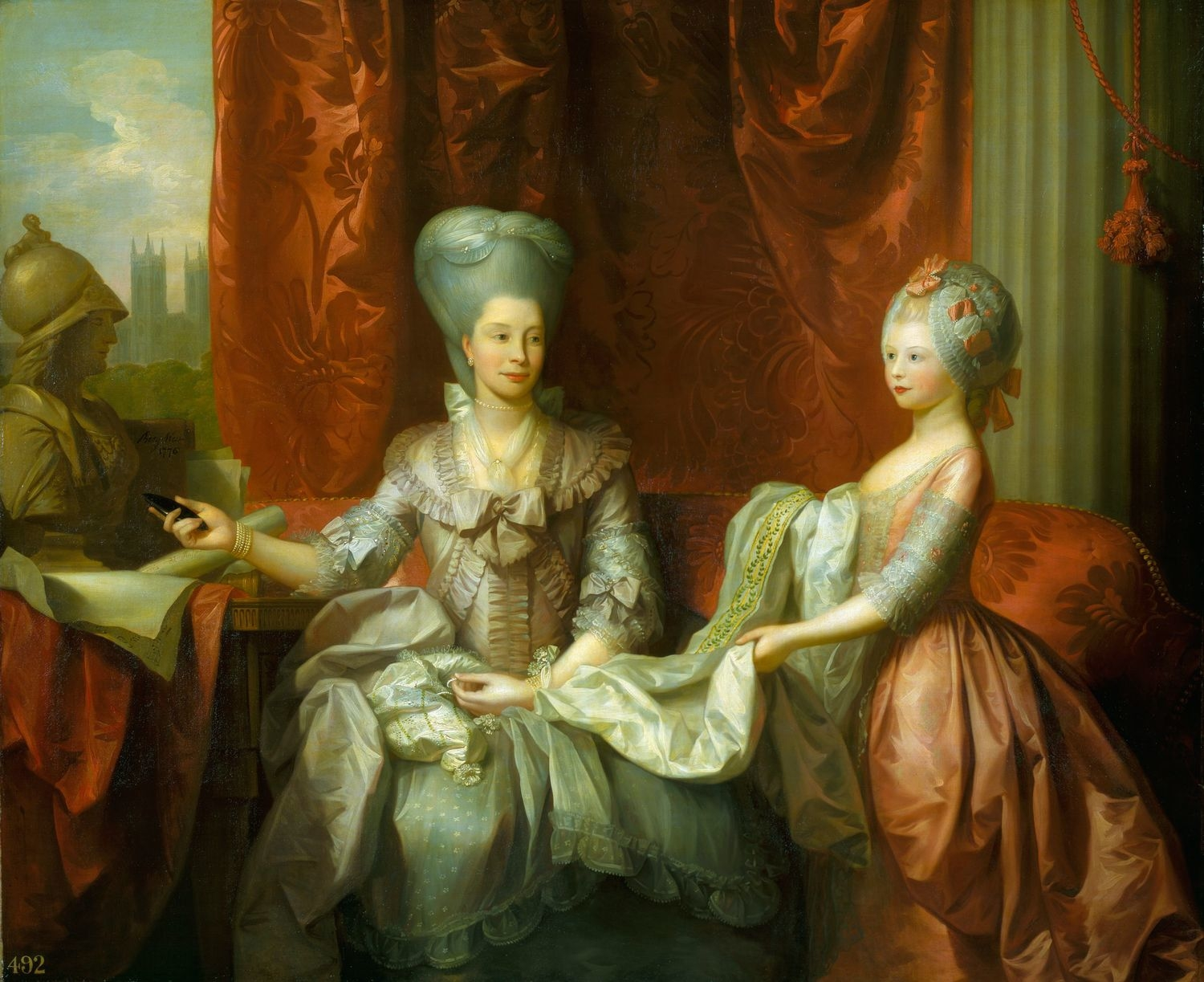
Benjamin West (1738-1820) - Queen Charlotte (1744-1818) with Charlotte, Princess Royal (1766-1828) - RCIN 404573 - Royal Collection.
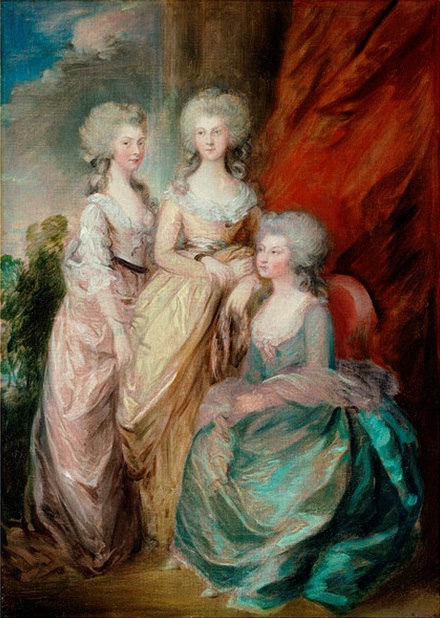
Daughters of George III by Dupont.
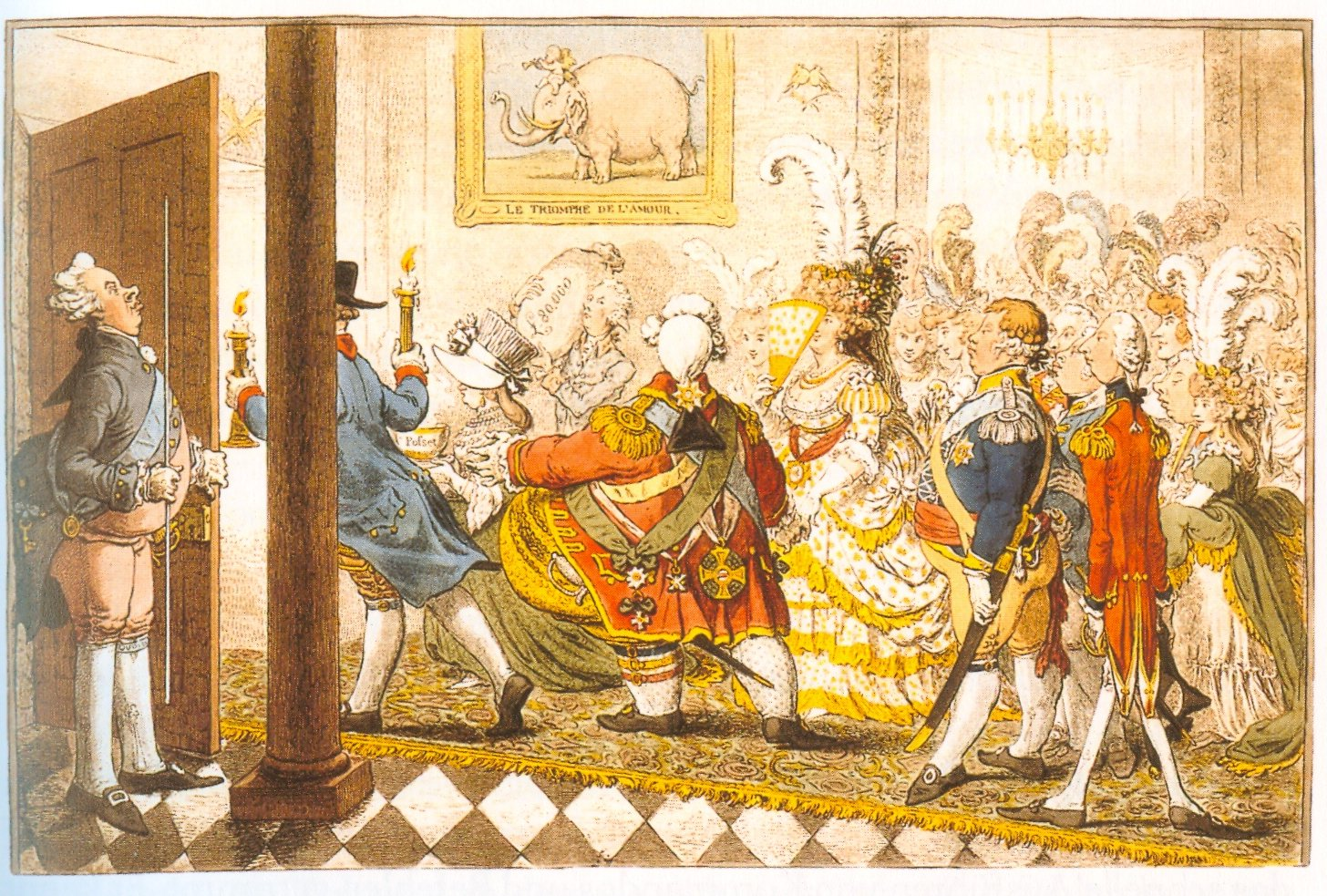
Vigseln mellan Charlotte av Storbritannien och Fredrik I av Württemberg av James Gillray.
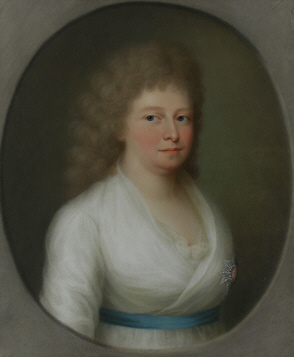
Charlotte Auguste Mathilde Königin von Württemberg.
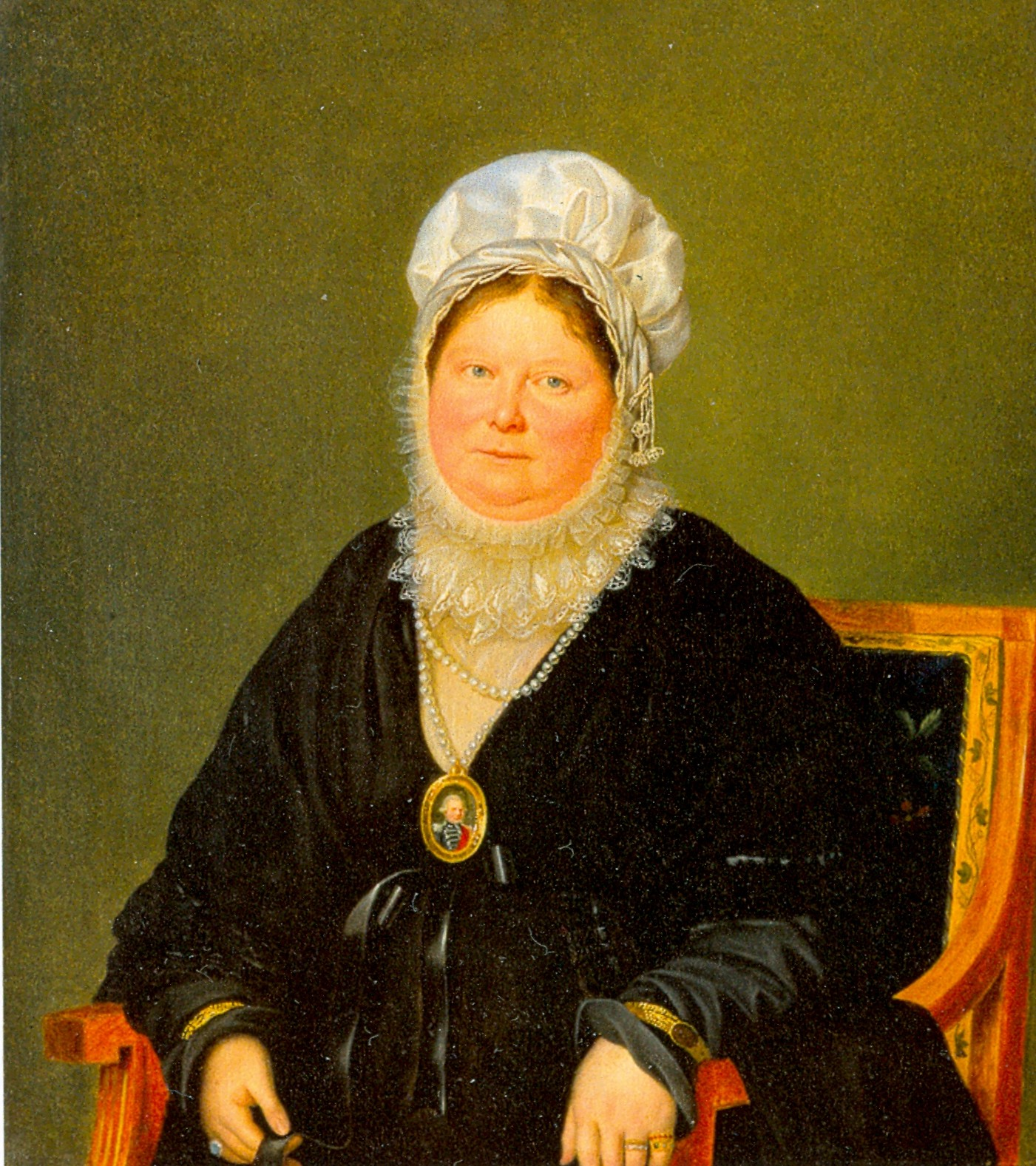
Charlotte av Storbritannien som änka. Målning av Franz Seraph Stirnbrand (1827).